# Прядовский сельский совет (Царичанский район)
Прядовский сельский совет (укр. Прядівська сільська рада) — входит в состав
Царичанского района
Днепропетровской области
Украины.
Административный центр сельского совета находится в 
с. Прядовка
.

## Населённые пункты совета
- с. Прядовка